# Shine On (nummer van L.T.D.)
Shine On is een nummer van de Amerikaanse r&b/funkband L.T.D. Het is de titeltrack van het gelijknamige album uit 1980.
De ballad is geschreven door Richard Kerr, Jeffrey Osborne, Billy Osborne en uitgebracht op het A&M label. De B-kant is het nummer "Stranger".  Kort na het uitkomen van de single verlieten Billy en Jeffrey Osborne de band in een poging een solocarrière op te zetten.
In het voorjaar van 1980 stond het nummer twee weken op plek 10 van de Nederlandse Top 40. In de Single Top 100 kwam het tot 12 en in de Vlaamse Ultratop 50 tot nummer 11.

## NPO Radio 2 Top 2000
Shine On stond alleen in 1999 in de NPO Radio 2 Top 2000, op plek 1627.